# WHITE SCORPION レベチっ!
『WHITE SCORPION レベチっ!』（ホワイトスコーピオン れべちっ）は、CS放送のダンスチャンネルで2024年5月9日から放送されているバラエティ番組。WHITE SCORPIONの冠番組。略称は「ホワスピレベチ」

## 概要
女性アイドルグループWHITE SCORPIONの初のレギュラーテレビ番組。デビューして間もない、初々しい彼女たちが様々な企画に挑戦して、超一流のレベチな（レベルが違う）アイドルになるために必要なエンタメ力を磨いていく。
シーズン1
メイク・ファッション・美ボディ編と遊園地ロケ。授業パートは分野別に班分けされたメンバーのみで出演。

## 出演者
MC
- WHITE SCORPION

## 放送時間
初回放送 - 第2・第4 木曜日 23:00- 24:00、再放送 - 第2・第4 土曜日 8:30 - 9:00 ほか
※ Amazon Prime Videoチャンネルでは放送直後から配信スタート

## 放送日程

### シーズン1
| No. | 初回放送日 | サブタイトル                                     | 放送内容 |
| --- | ---------- | ------------------------------------------------ | --- |
| #1  | 5月9日     | コーディネートのいろはでステップアップ！         | - ひとりずつ自己紹介&特技披露 - ファッション編 - 4人の私服・勝負服チェック                                             |
| #2  | 5月23日    | メイク技術でさらに可愛くなってステップアップ！   | - ファッション編 - 先生が用意してくれた服で100点コーデを目指す - メイク編 - 先生のメイク技術で4人が可愛く大変身        |
| #3  | 6月13日    | トレーニング術を学んでステップアップ！           | - メイク編 - アイドルメイク完成 - 美ボディ編 - 美ボディを作るトレーニング〜ストレッチ                                  |
| #4  | 6月27日    | トレーニング術＆遊園地ロケでステップアップ！     | - 美ボディ編 - 3人のお悩みを解決 - 遊園地ロケ編 - 富士急ハイランドで食リポに挑戦                                       |
| #5  | 7月11日    | 絶叫アトラクションでステップアップ！             | - 遊園地ロケ編 - 食リポに挑戦・後編 - 遊園地ロケ編 - FUJIYAMAをリポート                                                |
| #6  | 7月25日    | 最新アトラクション＆お化け屋敷でステップアップ！ | - 遊園地ロケ編 - ZOKKONをリポート - 遊園地ロケ編 - 戦慄迷宮をリポート - オリジナルNFT販売、シーズン2制作決定のお知らせ |

- WHITE SCORPION　チーム分け
  - メイクチーム  - ACE、AOI、CHOCO、MOMO
  - ファションチーム -  ALLY、COCO、HANNA、NAVI
  - 美ボディチーム - ACO、NATSU、NICO、
  - ロケチーム - ACE、COCO、HANNA、NATSU、NAVI[注 1]

- ゲスト
  - 増田絵莉香（ファッション編 先生）#1-2
  - SACHIKO（メイク編 先生）#2-3
  - 武田敏希（美ボディ編 先生）#3-4

## スタッフ
- ナレーター - 山田茉莉[7]
- 技術 - BIGVOICE
- カメラ - 蜜谷司
- 音声 -　二川香綾
- 音効 - 井上尚昭
- MA - 遠藤寛也
- 編成 - 漆原紀子（Dance Channel）
- 宣伝 - 佐々木いくみ（Dance Channel）
- ディレクター - 槇雄介、徳馬吾郎、田中すみれ
- プロデューサー - 光若令真（Dance channel）、制野慎太郎
- 制作協力 - ABEAM
- 制作著作 - ダンスチャンネル

## 関連イベント
『ドデ祭2024×WHITE SCORPION レベチっ！スペシャルコラボステージ』
- 日程：2024年10月19日（土）11:50〜、会場：メ〜テレ本社屋ステージ、入場無料

「ドデ祭2024」にてスペシャルコラボステージを開催。関連して10月7日〜10月20日の期間、Hisaya-odori Parkメディアヒロバの大型LEDビジョンにて『動く唇』のMVが放映された。